# Skolmatt
Den här artikeln använder algebraisk schacknotation för att beskriva schackdragen.

En animation som visar skolmatt.

Skolmatt kallas en bland nybörjare i schack relativt vanlig snabb schackmatt. Till skillnad från till exempel tokmatt är den förlorande partens drag inte långsökta eller onaturliga utan matten har sin orsak i ett enkelt förbiseende av f7-fältets svaghet. Så här går skolmatt vanligen till (se algebraisk notation):
1. e4 e5
2. Lc4 Sc6
3. Dh5 Sf6
4. Df7#
Vissa variationer förekommer, till exempel att svart i stället spelar 2...d6 eller 2...Lc5.
Skolmatt kan även spelas i omvänd ordning. Exempelvis Parhamattacken, även känd som Patzeröppningen, inleds med dragen 1.e4 e5 2.Dh5. Ett av dess syften är möjligheten att spela skolmatt. Även Napoleons öppning, som öppnas med dragen 1.e4 e5 2.Df3, har samma mål.